# Ereteken voor Verdienste

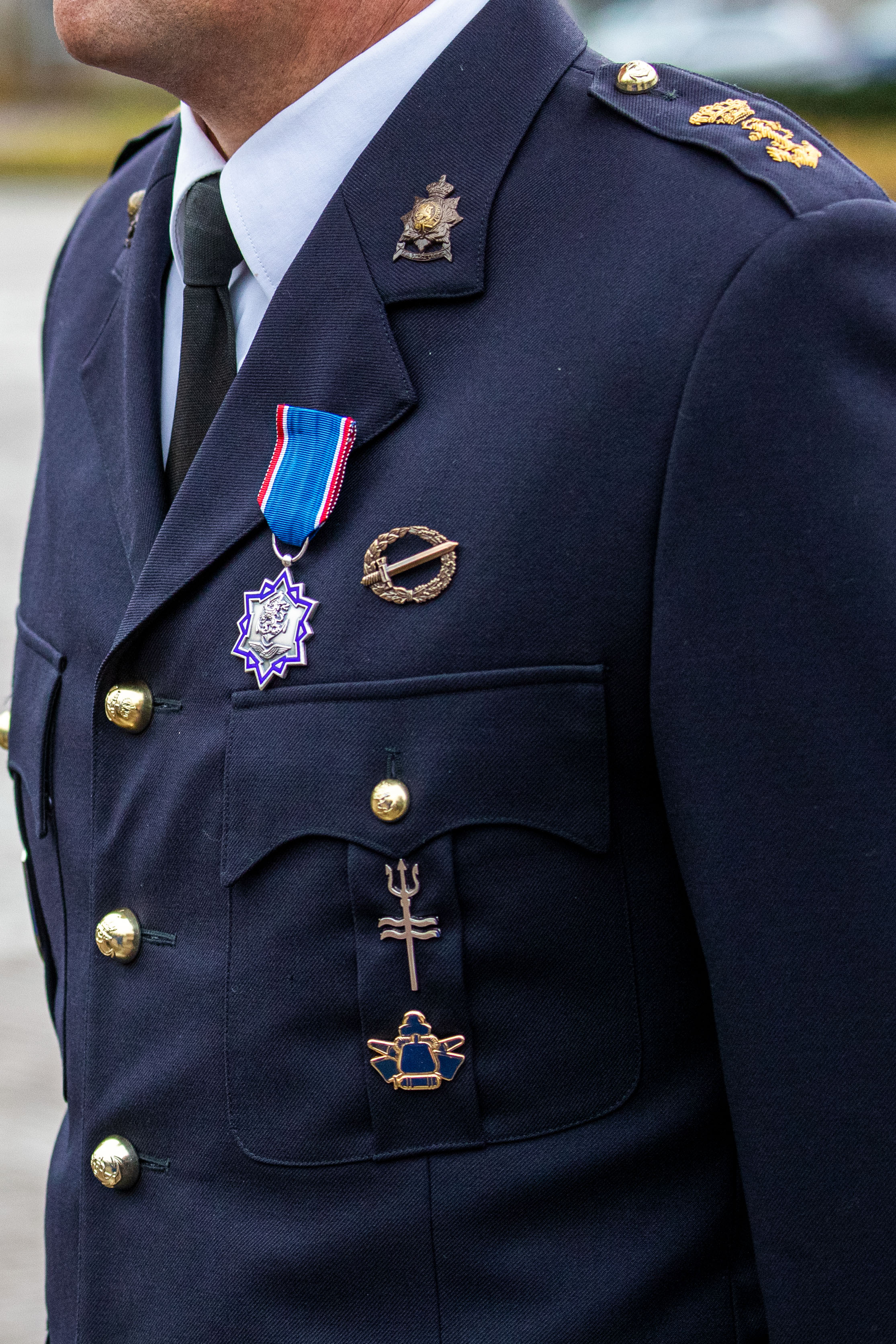
Een marinier ontvangt het Ereteken voor Verdienste in Zilver voor inzet tijdens Operatie Atalanta.

Het Ereteken voor Verdienste is een Nederlandse ministeriële onderscheiding.
Het Ereteken werd op 16 april 1987 door Minister van Defensie Wim van Eekelen ingesteld. Hij deed dat in een "ministeriële regeling". Het is dus een ministeriële en geen koninklijke onderscheiding. Het Ereteken knoopt aan bij de praktijk in Duitsland en bijvoorbeeld Tsjechië waar dergelijke kruisen door de Ministeries van Defensie kunnen worden verleend. Zo kunnen de ridderorden hun exclusiviteit bewaren. 
Het Ereteken werd in zilver of goud toegekend. M.i.v. 1 oktober 2017 kan het ereteken ook in brons worden toegekend.

## Verleningscriteria
Het oorspronkelijke ministerieel besluit noemde vier verleningscriteria:
1. uitzonderlijke verdiensten jegens de krijgsmacht die incidenteel van aard zijn,
2. individuele moed in levensbedreigende situaties,
3. moedig optreden in conflictsituaties in vredestijd,
4. bijzondere verdiensten van Nederlandse en buitenlandse civiele en militaire autoriteiten.

In 2002 noemde minister Benk Korthals op advies van de commissie "toekomst decoraties van de Minister van defensie" ook exceptionele activiteiten voor de Nederlandse krijgsmacht als grond voor het verlenen van het ereteken.
Met de uitbreiding van 1 oktober 2017 zijn ook de verleningscriteria aangepast. 
1. het Ereteken in goud kan worden toegekend aan degene die een uitzonderlijke prestatie heeft geleverd of zich op uitzonderlijke wijze verdienstelijk heeft gemaakt voor de gehele Nederlandse krijgsmacht.
2. het Ereteken in zilver kan worden toegekend aan degene die een uitzonderlijke prestatie heeft geleverd of zich op uitzonderlijke wijze verdienstelijk heeft gemaakt voor meerdere krijgsmachtdelen.
3. het Ereteken in brons kan worden toegekend aan degene die een uitzonderlijke prestatie heeft geleverd of zich op uitzonderlijke wijze verdienstelijk heeft gemaakt voor een krijgsmachtdeel.

## Versierselen
Het Ereteken wordt in brons, zilver of goud toegekend en heeft de vorm van een oude vesting. Men heeft gekozen voor een oud-Nederlands stelsel, zoals dat er tot de beroemde Nederlandse vestingbouwer Menno van Coehoorn er in de late 17e eeuw wijzigingen in aanbracht.

De slotgracht van de zeshoekige vesting is in blauw email weergegeven. In het midden van de vesting zijn de symbolen van drie van de vier krijgsmachtonderdelen afgebeeld. Het zijn de klimmende leeuw met zwaard en pijlenbundel van de Koninklijke Landmacht, een onklaar anker van de Koninklijke Marine en vliegende adelaar van de Koninklijke Luchtmacht. De granaat van de Koninklijke Marechaussee ontbreekt.

Aan de keerzijde staat in reliëf de woorden "KONINKRIJK DER NEDERLANDEN" en "MINISTER VAN DEFENSIE" in een uitgespaarde cirkel.
Het lint waaraan de onderscheiding op de linkerborst gedragen wordt is Nassaublauw met aan de zomen smalle strepen rood en wit waarbij de rode streep aan de buitenzijde is geplaatst. Wanneer op een uniform een baton gedragen wordt dan wordt het bezit van een Ereteken voor Verdienste in goud door een gouden palmtak aangeduid, in zilver door een zilveren palmtak en in brons door een bronzen palmtak. Men kan het Ereteken ook als miniatuur op een rokkostuum dragen. Daarnaast is er ook een knoopsgatversiering vastgesteld.

## Een postuum erekruis
Op 12 september 2007 kreeg de Amerikaanse sergeant Alexander van Aalten, hij stamde van Nederlandse voorouders, postuum het Ereteken voor Verdienste in Goud. Sergeant van Aalten heeft in april 2007 ten zuiden van Sangin in de provincie Helmand in Afghanistan op eigen initiatief geholpen bij het bergen van het lichaam van de door een bermbom gedode Nederlandse korporaal Cor Strik. De 21-jarige Alexander van Aalten stapte toen zelf op een landmijn. Het gouden erekruis werd door minister van defensie Eimert van Middelkoop op Arlington aan de weduwe Shana van Aalten overhandigd.
Alexander van Aalten was verbonden aan de beroemde 82nd Airborne 1-508 PIR, een zogenaamd Parachute Infantry Regiment. Het 82e Airborne heeft in de Tweede Wereldoorlog een grote rol gespeeld bij de bevrijding van Nederland. In de slag bij Arnhem heeft de divisie destijds zware verliezen geleden. Koningin Wilhelmina liet het kruis van de Militaire Willems-Orde aan het vaandel van het regiment vastmaken.